# Bounmy Thephavong
Bounmy Thephavong (ur. 12 grudnia 1965) – laotański bokser, olimpijczyk.
Wystąpił na Letnich Igrzyskach Olimpijskich 1988 w wadze papierowej. W 1/32 finału miał wolny los. W 1/16 finału zmierzył się z Irakijczykiem Sadoonem Mohamedem Aboubem, z którym przegrał przez RSC w drugiej rundzie. 